# 里夫斯高原
79°35′S 158°35′E / 79.583°S 158.583°E
里夫斯高原（英語：Reeves Plateau）是南極洲的高原，位於奧次地，處於鮑林格林高原以北和里夫斯海崖以西，長15公里、寬7公里，現時由南極條約體系管理。